# Christine Janis
Christine Marie Janis es una paleontóloga británica especializada en mamíferos. Es profesora en la Universidad de Bristol.

## Formación
Janis obtuvo una licenciatura en Ciencias Naturales y Zoología de la Universidad de Cambridge y un doctorado en Paleontología de Vertebrados de la Universidad de Harvard. Ha ocupado puestos como investigadora y profesora en la Universidad Estatal de Oregón, Cambridge, el Museo Field de Historia Natural, en la Universidad de Chicago, la Universidad de Bristol y la Universidad Brown. 
En 1985, Janis recibió el Premio George Gaylord Simpson de Paleontología (Universidad de Yale, EE. UU.) y fue elegida miembro de la Sociedad Paleontológica en 2007.   
Janis atribuye su interés en paleontología a ver a Fantasía cuando era niña.

## Contribuciones científicas
Janis es conocida por sus contribuciones al estudio de los ungulados (mamíferos con pezuñas). Además de una gran lista de publicaciones científicas, Janis ha contribuido ampliamente a los libros de texto y artículos populares.
Sus primeras publicaciones examinan dientes de mamíferos. Por ejemplo, los dientes ungulados cambian de dientes con corona baja (braquiodontes) a dientes con  corona alta (hipsodontes), a medida que evolucionaron para adaptarse a una dieta de pastizales, y esto se correlaciona con cambios en su digestión y se puede usar en su taxonomía. Desarrolló un índice para medir la hipsodoncia que hoy todavía se utiliza. Su trabajo sobre la evolución de los cuernos en ungulados le valió el Premio Simpson en 1985.
En la década de 1990, Janis cambió el enfoque de los dientes a la biomecánica de la locomoción. Ha producido trabajos seminales sobre las relaciones entre la longitud de los huesos de las extremidades en mamíferos en ejecución y su locomoción. Últimamente Janis ha trabajado estrechamente con sus estudiantes y colegas cercanos para explorar la locomoción en varios grupos de mamíferos, incluidos camellos, varios carnívoros, y marsupiales.
Entre las publicaciones de Janis se encuentran los libros de texto en coautoría Evolution of Terrtiary Mammals of North America. Vol. 2: Pequeños mamíferos, edentados y mamíferos marinos y vida de vertebrados . 

## Afiliaciones
- Society of Vertebrate Paleontology (USA)
- The Paleontological Society (USA)
- The Palaeontological Association (UK)
- GRIPS (Greater Rhode Island Paleontological Society) charter member.
- Society for the Study of Mammalian Evolution (president)
- Society for Integrative and Comparative Biology
- National Center for Science Education